# Vava II
Pour les articles homonymes, voir Vava.
Le Vava II  est un yacht à moteur de luxe construit par les chantiers Devonport Yachts à Devonport, au Royaume-Uni.
Il est la propriété de Ernesto Bertarelli, homme d’affaires suisse, marié à Kirsty Roper, ex-Miss Royaume-Uni.
L'architecture navale a été conçue par Devonport Yachts, tandis que l'extérieur du yacht a été conçu par Redman Whiteley Dixon  et l'intérieur par Remi Tessier.
En 2013, le Vava II se classe trente-deuxième plus grand yacht privé du monde, avec une longueur de 96,83 mètres (312,01 pieds). Lors de son lancement, il est le plus grand yacht privé jamais construit au Royaume-Uni.

## Caractéristiques

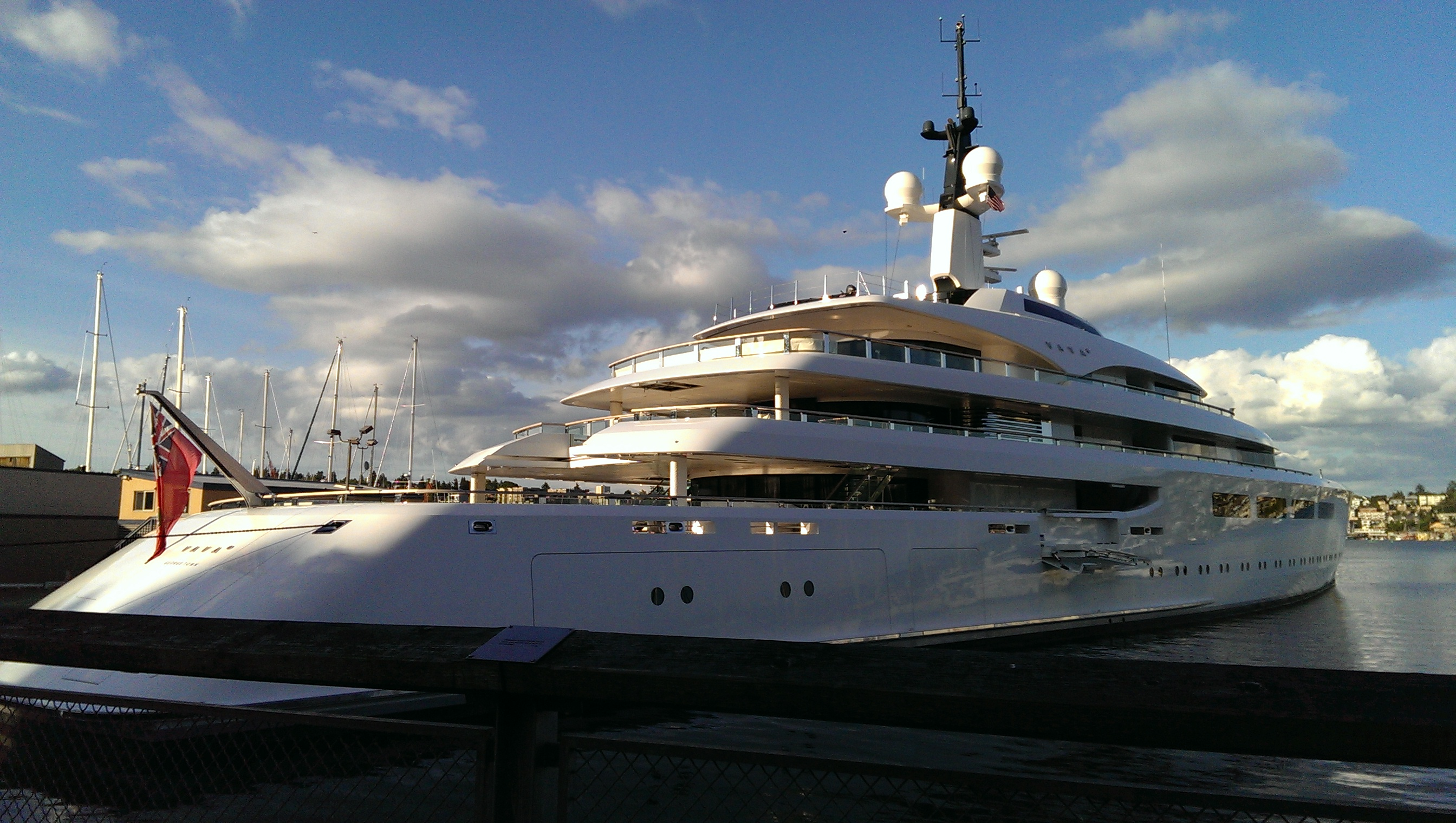
Vava II à quai

La coque du Vava II est en acier, tandis que sa superstructure est en aluminium, d'une longueur de 96,00 mètres (314,11 pieds) de long pour une largeur de 17,21 m, d'un tirant d'eau de 4,79 m, le tout pour une jauge brute de 3 933 t.
Motorisé par 4 moteurs diesel MTU (2 x 12V4000M71 de 3 306 ch unitaire et 2 x 16V4000M71 de 2 334 ch unitaire) d'une puissance totale de 11 280 ch  (8 410 kW), le yacht atteint une vitesse de croisière de 15 nœuds (27,8 km/h) avec une vitesse maximum de 19 nœuds (35,2 km/h) grâce à 2 hélices. 